# Складальна одиниця
Склада́нна одини́ця (скла́день) — це виріб, складові частини (дві або більше деталей), якого з'єднують між собою складальними операціями на підприємстві-виробнику. До операцій складання належать: зґвинчування, зчленовування, склепування, зварювання, спаювання, запресовування, розвальцьовування, склеювання, зшивання, укладання тощо.
Склада́нною одиницею, наприклад, може бути шухляда, двері. Виріб в цілому, наприклад сервант, дверний блок, також склада́нні одиниці. 
До складанних одиниць, в разі потреби, також відносять: 
- вироби, для яких конструкцією передбачено розбирання їх на складові частини підприємством-виробником, наприклад, для зручності упаковування і транспортування;
- сукупність склада́нних одиниць і (або) деталей, що мають загальну функційну призначеність і їх разом встановлюють на підприємстві-виробнику в іншій складанній одиниці, наприклад: електрообладдя верстата, автомобіля, літака; комплект складових частин врізного замка (замок, запірна планка, ключі);
- сукупність складанних одиниць і (або) деталей, що мають спільну функційну призначеність, разом укладених на підприємстві-виробнику в умістища (футляр, коробку і т п.)., які передбачено використовувати разом з укладеними в них виробами, наприклад: комплект кінцевих плоскопаралельних мір довжини.